# 芒特卡梅爾 (密西西比州)
芒特卡梅爾（英語：Mount Carmel）是位於美國密西西比州傑佛遜·戴維斯縣的鬼鎮。

## 地理
芒特卡梅爾所處的海拔為高於海平面150米（即492英呎），而該地所採用的時區為UTC-6，即北美中部時區（CST）。同時該地設有夏令時間，為UTC-6調快一小時，即UTC-5（CDT）。